# Soul Blade
Soul Edge (jap. ソウルエッジ), Soul Blade in Europa und den Vereinigten Staaten von Amerika aufgrund namensrechtlicher Probleme mit dem Spielemagazin The Edge, markiert den Beginn der Soul-Serie von Kampfspielen von Namco. Das Spiel wurde 1995 in Form eines Spielhallenautomaten veröffentlicht.
Wegen des großen Erfolgs des Spiels wurden einige Fortsetzungen produziert, die unter dem Namen Soul Calibur erschienen sind.

## Kampfsystem
Das Kampfsystem ist ähnlich der Mechanik aus Tekken 2, allerdings mit einem separaten Blockbutton, der Abgrenzung zwischen vertikalen und horizontalen Schlägen sowie einem Trittbutton. Das Combo-System ist recht einfach zu meistern, da die meisten aus aneinandergeketteten Schlägen und Tritten bestehen. Ansonsten gibt es noch wie in Tekken sogenannte „Unblockables“ und die sogenannten „Critical Edge“-Attacken, welche, wenn korrekt ausgeführt und getroffen, dem Gegner beträchtlichen Schaden zufügen.
Jeder Spieler hat zusätzlich zur Gesundheitsanzeige noch einen weiteren Balken am oberen Rand des Bildschirms. Wird man während des Blockens getroffen oder führt man eine Critical Edge Attacke aus, so verringert sich der Balken. Erreicht der Balken den Wert Null, so verliert man seine Waffe(n) und muss fortan ähnlich wie in Tekken mit den Fäusten kämpfen.

## Charaktere
Soul Blade beinhaltet 15 Charaktere, von denen fünf versteckt und über den Arcade-Modus freispielbar sind. Die meisten Charaktere aus Soul Blade wurden im Nachfolger Soul Calibur übernommen. Jeder der Kämpfer hat eine Vorgeschichte, welche entweder im Handbuch oder in den Geschichten des „Edge Master Mode“ zu finden sind. Mit Ausnahme des Gastkämpfers Han Myong, sowie die erspielbaren Varianten von Siegfried und Sophitia haben alle Charaktere auch einen Epilog, der nach dem Sieg im Arcademodus zu sehen ist. Dieser Epilog weicht manchmal vom Epilog in der Geschichte (Edge Master Mode) ab. Durch das Drücken bestimmter Tasten bei der PlayStation-Version kann man einen alternativen Epilog sehen (siehe unten).
- Cervantes (de Leon): Ein Spanischer Sohn eines Seefahrers, der nach dessen Tod zum Piratenkapitän wurde. Im Auftrag des italienischen Waffenhändlers Vercci griff er ein englisches Schiff an, um die Waffe „Soul Edge“ in seinen Besitz zu bringen. Nach dem Überfall verschwand er. Bei seiner Rückkehr ist er vom Schwert besessen und verteidigt es mit aller Macht. Seine Geschichte im „Waffenmeistermodus“ (Edge Master Mode) besteht in erster Linie aus einem Vernichtungsfeldzug gegen andere Kämpfer. Er ist der erste der beiden Endgegner und beherrscht Techniken, die dem Spieler nicht zugänglich sind. Er kämpft mit den beiden verfluchten Klingen des „Soul Edge“.
- Hwang (Seungkyung): Ein koreanischer Krieger, der aus einer einfachen Familie stammt, welche nach einem Überfall verstarb. Er wurde vom Lehrmeister Han Myong aufgenommen, wobei er schnell zu dessen besten Schüler wurde, welchen er bald als den Sohn ansah, den er selbst nie hatte. Durch den Ausbruch der japanischen Invasion fühlt er sich berufen, jene Waffe zu suchen, die sein Land retten könnte. Er kämpft mit einem chinesischen Schwert.
- Li Long: Ein chinesischer Auftragsmörder, der vom Kaiser nach Japan geschickt wurde, um einen Piratenanführer zu töten dessen Schiffe China bedrohen. Li Long griff auch einige japanische Feudalherren an und wurde lebensgefährlich verwundet. während seiner Reise hört er, dass seine Geliebte Chie ermordet worden sei, und macht sich auf einen Rachefeldzug in der Hoffnung, dabei auch den Mörder zu finden, den er für einen Samurai hält. Er geht davon aus, dass es sich dabei um Mitsurugi gehandelt haben soll. Seine Waffe ist einem Nunchaku sehr ähnlich.
- (Heishiro) Mitsurugi: Er wurde als Sohn eines japanischen Bauern geboren und musste mitansehen, wie der Bürgerkrieg sein Land zerstörte. Er entschloss sich Schwertkämpfer zu werden. Nachdem er davon gehört hatte, dass die neue Waffe „Tanegashima“ (eine Art Muskete) mächtiger als jeder Schwertkämpfer sein sollte, begann er nach einer Waffe zu suchen, die noch mächtiger sein sollte. Er ist mit einem Katana bewaffnet.
- Rock: Unter dem Namen Nathaniel William Adams in England geboren, war er zusammen mit seinen Eltern an Bord jenes Schiffes, welches von Cervantes angegriffen und versenkt wurde, da sein Vater kurz zuvor die „Soul Edge“ erworben hatte. Er wurde an der nordamerikanischen Küste angespült und musste lernen in der Wildnis zu überleben. Den Namen erhielt er von den Einheimischen, welche von seinem gewaltigen Erscheinungsbild (er ist der größte und muskulöseste Kämpfer) beeindruckt waren. Eines Tages fand er das Waisenkind Bangoo und nahm es bei sich auf. Seine Erinnerungen an seine Kindheit sind vollkommen verloren gegangen, weshalb er sich an jeder Spur festhält, die ihm weiterhilft. Er hofft durch die Suche nach dem geheimnisvollen Gegenstand „Soul Edge“ seine Vergangenheit rekonstruieren zu können. Seine Waffe ist eine große Streitaxt.
- Seung Mina: Sie ist die Tochter des koreanischen Kampfkunstlehrers Han Myong. Nachdem sie aufgrund ihres Geschlechts bei der Armee abgelehnt wurde, zieht sie auf eigene Faust und gegen den Willen ihres Vaters los, um das legendäre Schwert „Soul Edge“ zur Rettung ihrer Heimat zu finden. Sie kämpft mit einem Kampfspeer.
- Siegfried (Schtauffen): Er ist der Sohn eines deutschen Ritters, der in der Abwesenheit seines Vaters in schlechte Gesellschaft geriet und trotz seines jungen Alters schnell zum Anführer einer Gruppe von Söldnern und Räubern aufstieg. Bei einem Überfall auf eine Gruppe von einem Kreuzzug zurückkehrender Ritter tötete er deren Hauptmann, stellte aber fest, dass es sich dabei um seinen eigenen Vater handelte. Vor Verzweiflung flüchtete er sich in den Wahnsinn hinein, wobei er die Schuld einem unbekannten Dritten aufbürdet. Er sucht nach der legendären Waffe um den Mörder seines Vaters zu finden und sich an ihm zu rächen. Er ist mit einem Zweihänder bewaffnet.
- Sophitia (Alexandra): Als Tochter eines griechischen Bäckers gehört sie zu den letzten, die noch die alten olympischen Götter verehren. Eines Tages erscheint ihr Hephaistos, der ihr aufträgt die böse Waffe „Soul Edge“ zu zerstören. Für diese Aufgabe gab er ihr persönlich Schwert und Schild um den Auftrag zu Ende zu führen. Ihr Schwert und ihr Schild sind dem griechischen Altertum nachempfunden.
- Taki: Sie ist ein weiblicher Ninja (Kunoichi), welche Dämonen jagt, die zeitweise die Menschen auf der japanischen Hauptinsel Honshu heimsuchen. Nachdem einer ihrer Kämpfe gegen einen wütenden Dämon deutlich schwerer als üblich wird, bemerkt sie, dass ihr selbstgeschmiedetes Schwert Rekkimaru an Kraft verliert. Damit sie auch weiterhin in der Lage ist, jenen Schrein zu bewachen, in welchem sie die Dämonen gefangen hält, versucht sie den Verfall ihres Schwertes aufzuhalten, indem sie ihm durch das Auffinden von „Soul Edge“ neue Kräfte verleiht. Bei ihrer Waffe handelt es sich um ein dolchartiges Kurzschwert.
- Voldo: Er ist der ehemalige Diener des italienischen Waffenhändlers Vercci. Nachdem dieser auf einer geheimen, kleinen Mittelmeerinsel eine Schatzkammer anlegen ließ, die durch Mauern, Gräben und allerlei Fallen geschützt war, ließ er alle Beteiligten durch Voldo ermorden und sandte dem Piraten Cervantes den Auftrag seine gewaltige Sammlung an Schätzen und Waffen um die ultimative Waffe „Soul Edge“ zu ergänzen. Für die Dauer seiner Abwesenheit sperrte er Voldo in die verliesartige Schatzkammer ein, damit jener seine Schätze vor Eindringlingen schützen möge. Vercci verschwand daraufhin spurlos. Obwohl Vercci ihn wie einen Sklaven behandelte und alleine in der Dunkelheit zurückließ, was ihn blind und wahnsinnig werden ließ, führte Voldo seinen Auftrag alle fremden Eindringlinge mit seinen Kampfkünsten zu vernichten gnadenlos aus. Nach vielen Jahren hört er in seinem Kopf die Stimme seines Meisters, die ihm befiehlt, sein Verlies zu verlassen und ihm die „Soul Edge“ zu bringen. Er versucht dem letzten Willen seines Meisters nachzukommen. Voldo fällt durch sein extravagantes, nahezu alptraumhaftes Auftreten und seine merkwürdige Körperhaltung auf (im Kampf kann er sich in Sekundenbruchteilen in unmenschliche Haltungen verbiegen). Allen Kostümvarianten ist gemein, dass die (blinden) Augen sowie der Mund verdeckt sind, ihm die Haare fehlen und seine Haut völlig ausgebleicht ist. Außerdem ist er der einzige Charakter (abgesehen von „Soul Edge“) der niemals spricht; es ist lediglich ein Ächzen oder schweres Atmen zu hören. Er kämpft mit zwei Kataren.
- Soul Edge: Nachdem Cervantes im Spiel besiegt wurde, manifestieren sich die bösen Kräfte in der Waffe, in Kombination mit dem besiegten Cervantes, zu einem neuen Gegner, welcher nur aus einem Schädel, Cervantes’ Brustpanzer und Stiefeln, sowie einer Art Energiefeld in menschlicher Silhouette besteht. Die Waffe hat außer dem Selbsterhalt durch die Aufnahme von Seelen, kein wirkliches Ziel. Die Manifestation kämpft mit den beiden Klingen des „Soul Edge“ und löst sich nach dem Sieg des Spielers auf, wobei nur die beiden Schwerter zurückbleiben, woraufhin der Epilog geladen wird. Der Kampfstil der „Soul Edge“ ähnelt stark Cervantes’ Stil, wobei auch die Siegerposen sehr ähnlich sind, was darauf zurückzuführen ist, dass beide Figuren prinzipiell im gleichen Körper angesiedelt sind. Im Gegensatz zu Cervantes agiert Soul Edge jedoch nicht so penetrant offensiv wie jener, sondern attackiert weitaus unberechenbarer und mit weitaus mehr plötzlichen und unblockbaren Attacken, bei denen Soul Edge teilweise über den oberen Bildrand hinausspringt oder mit einer gewaltigen Geschwindigkeit auf den Gegner zustürmt. Ein Teil dieser Attacken ist für den Spieler nicht zugänglich. Er muss erst freigespielt werden.
- Seung Han Myong: Er ist der Vater von Seung Mina und der Lehrer von Hwang. Sein Kampfstil ist mit dem von Hwang fast identisch. Er ist erst verfügbar, nachdem er freigespielt wurde und gilt als Gastkämpfer (ohne eigene Geschichte).
- Evil Siegfried: Es handelt sich um den verwandelten Siegfried, nachdem er unter den Einfluss des bösen Schwertes kam. Er kämpft mit der größten der beiden Klingen des „Soul Edge“, allerdings in seinem alten Stil. Auch dieser Charakter muss erst freigespielt werden und gilt als Gastkämpfer.
- Zuletzt existieren zwei freischaltbare „Varianten“ von Sophitia, einmal ohne Rüstung und einmal nur in einer Art Badeanzug (als Sophitia! und Sophitia!! versteckt anwählbar), welche ansonsten mit der normalen Sophitia identisch sind. Sie haben ebenfalls den Status eines Gastkämpfers.

## Konsolenumsetzung
Die überarbeitete Version 2 des Automaten diente als Vorlage für die Umsetzung für die Playstation von Sony.
Die Konsolenversion von Soul Blade beinhaltet zusätzlich zur Arcade-Version einige neue Spielmodi, von denen der innovativste der Edge Master ist. Dabei spielt man mit seinem Charakter eine Geschichte nach und verdient sich so im Kampf neue Waffen für die einzelnen Spielfiguren. Weiterhin stehen auch ein Teamkampf- und Zeitangriffsmodus parat sowie ein spezieller Trainingspunkt.